# Rentier
Un rentier est une personne qui perçoit des rentes et des revenus de ses investissements. Ses rentes peuvent provenir de différentes sources (contrat d'assurance vie, compte à terme, actions dans diverses entreprises, revenus immobiliers, bourse, placements financiers, fonds d'investissements, parts sociales, SCPI, OPCI, etc.)

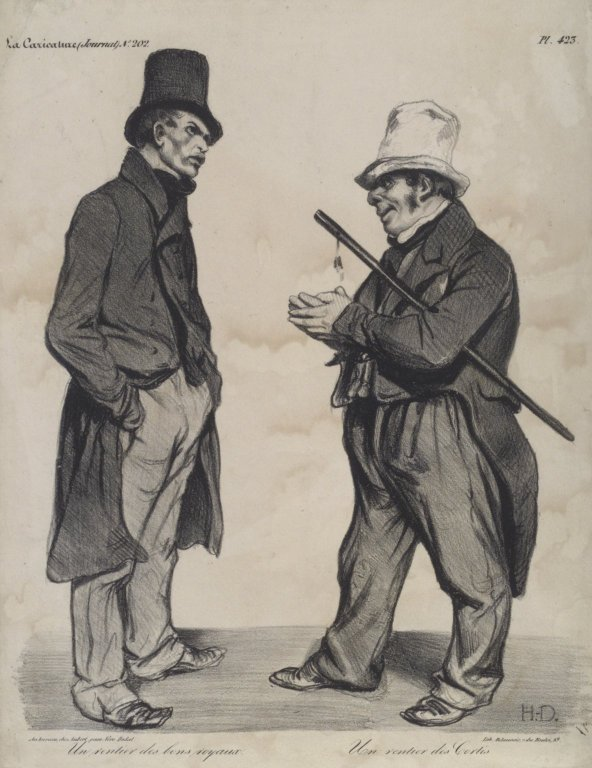
Caricature de Daumier en 1834 figurant deux rentiers.

## Description
Phénomène assez important en Occident au cours du XIXe siècle, le phénomène avait quasiment disparu avec les vagues d'inflation liées aux guerres mondiales, les guerres elles-mêmes, la Grande Dépression et l'augmentation des impôts : les grands capitaux se sont effondrés ou ont peiné à se reconstituer.
Thomas Piketty note dans son livre Le Capital au XXIe siècle que l'image du rentier s'est considérablement ternie à partir de la fin des années 1940, vue comme la représentation d'un revenu non mérité, gagné injustement.
L'image classique du rentier est celle d'une personne qui détient un patrimoine important, immobilier ou mobilier, générant des rentes. Au XXIe siècle, la location meublée de courte durée est parfois présentée comme un moyen de devenir rentier.
Il existe toutefois d'autres types de rentiers, par exemple les rentiers qui perçoivent les droits d'auteurs d'une œuvre (chanson, livre, film), ou les rentiers qui perçoivent les redevances d'un brevet.
Les retraités sont à tort considérés comme des rentiers percevant une rente d'État. La retraite des salariés dans un système par répartition n'est pas une rente : c'est un revenu provenant d'un droit acquis par le travail d'une vie (parfois considéré comme salaire continué), et pas le revenu du patrimoine de l'individu. En revanche, dans un système de retraite par capitalisation, les retraites sont effectivement des rentes.[Interprétation personnelle ?]
Le mouvement FIRE (Financial Independence, Retire Early, soit Indépendance Financière, Retraite Précoce) d'origine américaine peut se voir comme une prolongation moderne de la notion de rentier : une personne ou un ménage va vivre frugalement durant des années afin d'épargner une partie importante de ses revenus, se constituer un patrimoine important, typiquement placé en Bourse ou dans l'immobilier, et partir à la retraite tôt pour vivre de ses rentes de capitaux,. Toutefois, les difficultés liées à l'abandon du salariat ne doivent pas être sous-estimées : augmentation des dépenses, diminution de la future retraite, augmentation des coûts d'assurance-maladie, diminution du capital transmissible aux héritiers, notamment.

## Dans la culture populaire

### Opéra
- La Sonnambula de Vincenzo Bellini : Elvino.

### Bande dessinée
- Capitaine Haddock, personnage des Aventures de Tintin.
- Gontran Bonheur, cousin de Donald Duck et neveu de Balthazar Picsou.

### Romans
- Le Père Goriot d'Honoré de Balzac : Poiret.
- La Conscience de Zeno d'Italo Svevo : Zeno.
- Thérèse Desqueyroux de François Mauriac : Pierre Rabot.
- Aurélien de Louis Aragon : Aurélien.
- Des souris et des hommes de John Steinbeck : Georges Milton.
- Lolita de Vladimir Nabokov : Humbert Humbert.
- À propos d'un gamin de Nick Hornby : Will.
- La Dame aux camélias d'Alexandre Dumas fils : Armand Duval.
- Gossip Girl de Cecily Von Zeigesar : Lily Van der Woodsen

### Théâtre
- L'Affaire de la rue de Lourcine d'Eugène Labiche : Lenglumé.
- Piccolet d'Eugène Labiche : Piccolet.
- Ôtez votre fille, s'il vous plaît d'Eugène Labiche : Montdoublard.
- Un chapeau de paille d'Italie d'Eugène Labiche : Fadinard.
- La Femme qui perd ses jarretières d'Eugène Labiche : Laverdure.
- L'École des contribuables de Louis Verneuil et Georges Berr : Gastion Valtier.
- Mam'zelle fait ses dents d'Eugène Labiche : Chatchignon.
- La Station Champbaudet d'Eugène Labiche : Letrinquier.

### Films
- Bibi-la-Purée de Maurice Champreux : André-Joseph Salis.
- J'ai gagné un million d'Og Calster : Oscar Fluche.
- Café de Paris.
- Le Père Goriot (film, 1945).
- Stella, femme libre de Michael Cacoyannis : Alekos.
- Assassins et Voleurs de Sacha Guitry.
- La Vendetta de Jean Chérasse : M. Lauriston.
- Un monsieur de compagnie de Philippe de Broca : Antoine.
- Le Parfum d'Yvonne de Patrice Leconte : Victor Chmara.
- La Vérité si je mens ! de Thomas Gilou : Patrick Abitbol.
- Ah ! si j'étais riche de Michel Munz et Gérard Bitton : Aldo Bonnard.
- Pour un garçon, de Chris Weitz et Paul Weitz : Will Freeman.
- Deux d'Anne Villacèque : Patrick Abitbol.

## Séries
- Le comte de Grantham et sa famille dans Downton Abbey